# Mertcan Demirer
Mertcan Demirer (* 14. März 1993 in Istanbul) ist ein türkischer Fußballspieler.

## Karriere

### Verein
Demirer kam im Istanbuler Stadtteil Kadıköy auf die Welt und begann hier in der Jugendmannschaft von Üsküdar İcadiyespor. 2006 wechselte er zur Jugend von Beşiktaş Istanbul. Im Frühjahr 2011 wurde er mit einem Profivertrag ausgestattet, spielte aber weiterhin für die Reservemannschaft, zusätzlich nahm er am Training der Profis teil. Am letzten Spieltag der Saison 2010/11 gegen Gaziantepspor gab er sein Profidebüt. 
Nachdem er die nächsten zwei Spielzeiten für die Reservemannschaft Beşiktaş’ aktiv gewesen war, wechselte er zum Sommer 2013 zum Zweitligisten TKİ Tavşanlı Linyitspor.

### Nationalmannschaft
Demirer spielte 2010 zweimal für die türkischen U-17-Nationalmannschaft.